# IC 5354/1
IC 5354/1 је елиптична галаксија у сазвијежђу Вајар која се налази на листи објеката дубоког неба у Индекс каталогу.
Деклинација објекта је - 28° 8' 9" а ректасцензија 23h 47m 28,4s. Привидна величина (магнитуда) објекта IC 5354 износи 14,0 а фотографска магнитуда 15,0. IC 53541 је још познат и под ознакама ESO 471-16, MCG -5-56-11, DRCG 54-58, double system, PGC 72416.